# Cereté
Cereté est une municipalité située dans le département de Córdoba, en Colombie.

## Histoire
La localité de Cereté est fondée le 21 avril 1721.

## Personnalités
- Raúl Gómez Jattin (1945-1997) : poète ayant passé son enfance à Cereté.
- Alfredo Morelos : footballeur international colombien, originaire de Cereté.